# Henry Newton
Pour les articles homonymes, voir Newton.
Henry Newton, né le 10 octobre 1903 et mort le 29 décembre 1979, est un agent secret britannique du Special Operations Executive pendant la Seconde Guerre mondiale.

## Identités
- État civil : Henry George Rodolfo Newton
- Comme agent du SOE, section F :
  - Nom de guerre (field name) : «Auguste»
  - Nom de code opérationnel : ALMOND (en français AMANDE)
  - Papiers d’identité : Hubert Dusseret, Belge, né à Liège, Belgique, et réfugié en France
  - Autre pseudo[3] : Hubert Norman.
- Surnoms (d'Henry et Alfred) : Les Frères, Les Jumeaux, les Frères siamois

Pour accéder à une photographie d'Henry Newton, se reporter à la section Sources et liens externes en fin d'article.

## Famille
- Son père a passé sa vie dans l’élevage des chevaux de course. Habitant route de Paris à Gentilly (Val-de-Marne)[4], où il vit avec ses deux fils.
- Son frère Alfred fut aussi agent du SOE, chef du réseau GREENHEART
- Sa femme : Marcelle Dusseret, Française, mariage en 1929.

## Éléments biographiques

### Avant guerre
Henry Newton naît le 10 octobre 1903 à Jerez, en Espagne.

### Début de la guerre[6]
En juin 1940, à l’approche des Allemands sur Paris, Henry Newton et son frère Alfred prennent la route de l’exode sur une vieille moto Harley-Davidson avec side-car, emmenant le grand-père et les enfants. Henry conduit alors que leurs femmes montent à tour de rôle sur le tansad, le relais étant assuré par deux bicyclettes qui suivent à distance, se retrouvant à chaque étape. Ils sont arrêtés par les gendarmes près de Périgueux. Les deux frères Henry et Alfred sont retenus et internés au camp de Chancelade, pendant que le grand-père, les deux femmes et les enfants sont dirigés sur Bordeaux, d’où ils seront évacués vers l’Angleterre par le Portugal avec l’aide de la Croix-rouge internationale. Après plusieurs mois d’internement, en octobre 1941, les frères craignent d’être livrés aux Allemands par le gouvernement de Vichy comme cela s’est déjà produit pour d’autres citoyens britanniques. Ils décident de s’échapper en gagnant les Pyrénées, où commence une aventure hallucinante. Par une température de moins 25 degrés, sans aucune notion de montagne, ils réussissent à traverser les sommets et une région inconnue en sandales usées et en vêtements légers, mettant une journée pour faire un kilomètre, en suivant un sentier qui surplombe l’abîme et alors qu’une couche de neige de plus d’un mètre par endroits rend chaque mouvement terriblement dangereux. Épuisés, à demi-morts de froid et de faim, aux limites de la résistance humaine, ils arrivent en Espagne, où ils vont se réfugier dans une église pour récupérer par un long sommeil les forces perdues.
En Espagne, ils sont en pays de connaissance puisqu’ils sont nés ici lorsque leur père était diplomate. Ils parlent admirablement bien l’espagnol, avec cinq autres langues d’ailleurs. Mais en gagnant Gérone, ils sont surpris dans un chemin par la Garde Civile à cheval et sont conduits les poings liés au bout d'une corde attachée la selle des cavaliers, de prison en prison, avant d'être jugés comme vagabonds à Saragosse pour terminer au sinistre camp de Miranda del Ebro. Cependant, lors de leur procès à Saragosse, la prison  de la ville qui regorge d'ex-soldats républicains ne peut pas les loger, et ils sont enfermés dans un garage dont ils arrivent à circonvenir le mécano qui accepte de téléphoner pour eux à l'ambassade d'Angleterre à Madrid. L'ambassade alertée que deux sujets de Sa majesté sont internés au camp de concentration de Miranda leur fait parvenir des vêtements et des vivres, puis entreprend les démarches nécessaires auprès des autorités espagnoles afin qu'ils soient libérés ; c'est en décembre 1941 qu’une mesure d'élargissement est prononcée et une voiture de l'ambassade britannique vient les chercher et les fait passer à l'insu des Espagnols sur Gibraltar, chacun caché dans un coffre de voiture. 
Mais arrivés sur le célèbre rocher, ils apprendront une tragique nouvelle : leur père, leurs femmes et les trois enfants se sont embarqués à Lisbonne sur le paquebot Avoceta battant pavillon de la Croix-Rouge car il ne transporte que des blessés, malades, vieillards, femmes et enfants qui sont en instance de rapatriement vers l'Angleterre. Ce bateau-hôpital, torpillé le 25 septembre 1941 au large des côtes du Portugal par un sous-marin allemand, fut coulé corps et biens. Terriblement anéantis et déprimés à l'annonce de la perte de leur famille, les frères Newton n'ont plus qu'un seul et grand désir, se venger des Germains.
À bord du torpilleur HMS Hesperus, ils regagnent Liverpool, et s'engagent aussitôt dans les services secrets ; dirigés vers le SOE, ils suivent un entraînement intensif au camp d’Hedfordshire où ils reçoivent les identités d’Hubert Norman pour Henry et Arthus Norman pour Alfred. Sur leurs faux papiers d'identité, Miss Vera Atkins a fait indiquer qu'ils sont nés à Liège, Belgique, et réfugiés en France. Comme ils ont séjourné à Liège avant la guerre, ils peuvent parler français, avec un léger accent.

### Mission SOE en France
Ils sont parachutés le 28 juin 1942 près de Loches, avec l’opérateur radio Brian Stonehouse « Célestin », et munis de plusieurs postes de radio. C’est Philippe de Vomécourt « Gauthier » qui doit les réceptionner. Mais il est absent et c’est « Walter » qui les reçoit et qui, malgré leurs protestations, les dépouille de leur argent et de leurs armes, en précisant qu’il en a besoin, mais qu’il ne sait pas que faire de conseillers anglais ! Cet accueil ne concorde absolument pas à ce qu'a assuré Vera Atkins qui préparait avec tant de soins tous les agents en partance pour la France, vêtements, faux papiers, faux documents, faux paquets de cigarettes « Gauloises », argent français, fausses cartes d'alimentation, plans et itinéraires à apprendre par cœur, vivres, etc. L'équipe de réception de « Walter » leur laisse juste de quoi prendre les billets de chemin de fer pour le premier lieu de destination : Lyon, et les lâche dans la nature sans aucun point de contact avec une très vague promesse d'un rendez-vous à Lyon par « Walter », promesse qui ne sera d'ailleurs jamais tenue. Ils prennent contact à Cannes avec Francis Basin, puis à Lyon avec Virginia Hall, qui les reçoit dans son appartement de la place Ollier : elle les oriente vers la Haute-Loire. Le docteur Jean Rousset « Pep » leur procure de l'argent et des tickets de ravitaillement. Monique Herady « Fernande» les héberge rue Xavier-Privas, et se dépense sans compter pour leur venir en aide. André Courvoisier leur sert de courrier auprès d'elle. Brian Stonehouse « Célestin » leur sert d'opérateur radio, installé au domicile lyonnais de Louis Jourdan à son domicile ou au château Hurlevent, qu'il possède à Feyzin. Ils sont aidés également par M. et Mme Besson, ainsi que par Germaine Guérin « Bohémienne», 334, rue Boileau, où ils établissent leur PC, sans oublier Marcel Leccia « Lucien» qui les suit comme leur ombre.
En février 1943, ils vont à Saint-Étienne et apprennent que la Gestapo est à leur recherche.

### Aux mains de l'ennemi
Le 4 avril 1943, la veille de leur départ de Lyon pour l'Espagne, sur trahison de l'abbé Robert Alesch « Bishop », Alfred et Henry Newton sont surpris par la police allemande au domicile de Monique Herady, rue du Docteur-Crestin,. C'est Klaus Barbie en personne qui les arrête pour les envoyer à la prison Montluc. Ils sont interrogés le lendemain à l'Hôtel Terminus (à Perrache). Alfred tente de s'enfuir mais n'a que le temps de traverser la rue après s'être cassé une épaule, un bras et une jambe. Henry essaie de voler l'arme de Barbie, mais abandonne la lutte qui s'ensuit quand le coup part et que la balle lui traverse la main.
Les deux frères sont ensuite torturés sans qu'ils ne livrent aucun renseignement.
En juillet 1943, ils sont envoyés à Fresnes. Plus tard, ils sont envoyés au camp de Royallieu, à Compiègne.
Le 27 janvier 1944, ils sont déportés à Buchenwald par le convoi parti de Compiègne (convoi I.173).
Le 11 avril 1945, Henry et Alfred Newton sont libérés par les Américains. Ils rentrent à Londres une semaine après.

### Après la guerre
Henry Newton meurt le 29 décembre 1979

## Reconnaissance

### Distinctions
- Royaume-Uni :  membre de l'Ordre de l'Empire britannique (militaire) en 1945[12],

- France : rien [?]